# Nathan McLeod
Nathan McLeod (Alberta, 22 novembre 1993) è un attore canadese famoso per il ruolo di Gabe Foster nella serie Life with Boys.

## Filmografia

### Attore
- The Good Witch - Un amore di strega (The Good Witch) (2008) Film TV
- The Latest Buzz (The Latest Buzz), negli episodi "The Love Me, Love Me Not Issue" (2009) e "The Switcheroo Issue" (2010)
- Patricia Cornwell - A rischio (At Risk) (2010) (non accreditato) Film TV
- I signori della fuga (Breakout Kings), nell'episodio "Alchimia omicida" (2011)
- Miss Reality (Miss Reality), nell'episodio "Il primo appuntamento" (2011)
- DrugsNot4Me: Pick Your Path (2012) Cortometraggio
- The Good Witch's Charm: L'incantesimo di Cassie (The Good Witch's Charm) (2012) Film TV
- Life with Boys (Life with Boys) (2011-2013) Serie TV
- Kid's Town, negli episodi "It's Not a Date" (2013) e "A Night at the Movies" (2013)

### Doppiatore
- Super Why!, negli episodi "The Boy Who Cried Wolf" (2007) e "The Big Game" (2010)